# Lucerna (race bovine)
Pour les articles homonymes, voir Lucerna.
La Lucerna est une race bovine originaire de Colombie. C'est une race de création récente, issue du métissage en 1937, de holstein, shorthorn laitière et de harton del valle.

## Origine

### Génétique
Le but du métissage ayant conduit à sa création provient de la nécessité de combiner la productivité de races laitières nord-européennes à la rusticité de la criollo colombienne. Le choix de l'harton del valle se justifie par sa production laitière, la meilleure des criollo. Le noyau utilisé au départ, en 1937, est constitué de vaches HV issues de métissage non contrôlé avec holstein et shorthorn, mais morphologiquement proches du type hv. Elles sont croisées avec des taureaux issus du croisement mâle harton del valle x femelle holstein. Cette population évolue et les meilleurs sujets sont conservés. En 1951, deux taureaux de race shorthorn laitier et de couleur rouge sont importés du Royaume-Uni et utilisés dès 1952 sur le troupeau de femelles métisses. Une sélection est opérée sur leur descendance pour produire des jeunes taureaux mixtes (lait-viande) et de couleur rouge. Le registre généalogique a été fermé en 1956. 

### Géographique

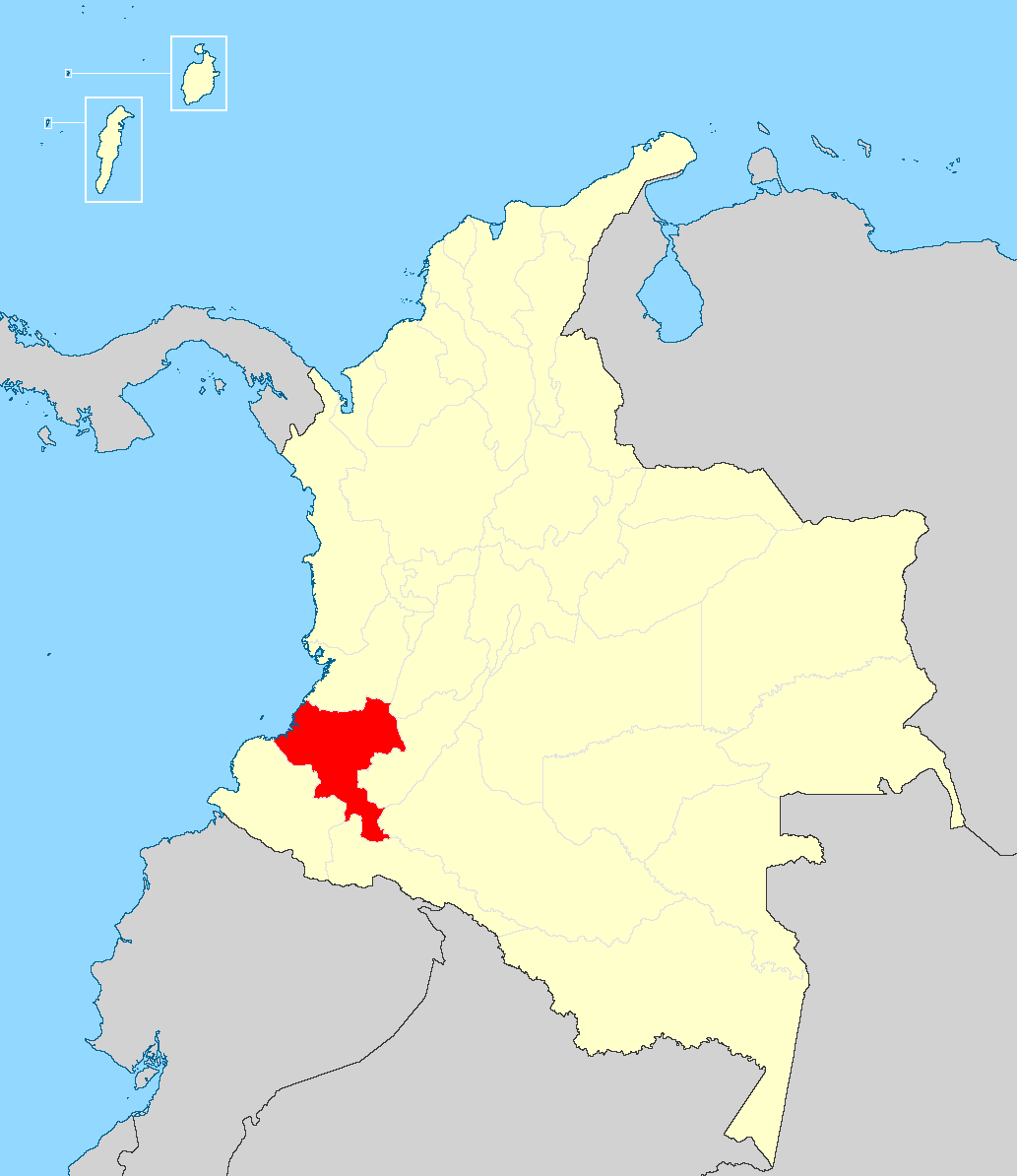
Département de Cauca.

Elle provient d'une région côtière Pacifique, du département de Cauca. La race est élevée dans la vallée du Río Cauca, entre les cordillères centrale et occidentale. La région se situe à une altitude moyenne de 950 m. Selon les secteurs, elle reçoit entre 644 et 1 636 mm de pluviométrie. C'est un biotope de type forêt tropicale sèche.
Les effectifs sont passés d'un peu moins de 3 000 individus entre 1986 et les années 2000 à 1 028 en 2018.

## Aptitudes
La production laitière moyenne est de 2 140 kg sur une durée de lactation de 300 jours.

## Sources